# Малокударинское сельское поселение
Се́льское поселе́ние «Малокудари́нское» (бур. Бага Хγдэриин hомон) — муниципальное образование в Кяхтинском районе Бурятии Российской Федерации.
Административный центр — село Малая Кудара.

## История
Статус и границы сельского поселения установлены Законом Республики Бурятия от 31 декабря 2004 года № 985-III «Об установлении границ, образовании и наделении статусом муниципальных образований в Республике Бурятия».

## Население
| 2002 | 2011 | 2012 | 2013 | 2014 | 2015 | 2016 |
| ---- | ---- | ---- | ---- | ---- | ---- | ---- |
| 802  | ↘639 | ↘623 | ↘605 | ↘586 | ↗587 | ↘566 |
| 2017 | 2018 | 2019 | 2020 | 2021 | 2023 | 2024 |
| ↘555 | ↘534 | ↘512 | ↘483 | ↘445 | ↘423 | ↘409 |

## Состав сельского поселения
| № | Населённый пункт | Тип населённого пункта       | Население |
| - | ---------------- | ---------------------------- | --------- |
| 1 | Дунгуй           | село                         | ↘176      |
| 2 | Малая Кудара     | село, административный центр | ↘278      |
| 3 | Уладый           | село                         | ↘189      |